# アレナ・サイリー
アレナ・サイリー（Alena Saili、1998年12月13日 - ）は、ニュージーランドの女子ラグビー選手。

## プロフィール
- ニュージーランド・ウェリントンポリルア出身[1]。
- ポジションはウィング(WTB)。
- 身長 180cm、体重 75kg

## 略歴
2021年、東京五輪の7人制女子ニュージーランド代表に選ばれて金メダル獲得。
2024年、2024パリ五輪の7人制女子ニュージーランド代表に選ばれて金メダル獲得。